# Deipylos (Sohn des Iason)
Deipylos (altgriechisch Δηίπυλος Dēípylos) ist in der griechischen Mythologie der Sohn des Iason und der Hypsipyle. Sein Zwillingsbruder ist Euneos. Gelegentlich wird er auch Nebrophonos oder Thoas genannt.
Sie wurden von ihrer Mutter getrennt, die aus Lemnos verbannt wurde, weil sie ihren Vater Thoas verschont hatte.
Zusammen mit seinem Bruder fand er die Mutter in Nemea wieder und siegte im Stadionlauf bei den Nemeischen Spielen.